# 麻吉文
麻 吉文（あさ よしふみ、1971年1月17日 - ）は、日本の作曲家、編曲家。
大阪府河内長野市生まれ。東京都在住。

## 来歴
小学生の頃「YMO」「クラフトワーク」など初期のテクノ音楽に影響を受け、音楽に興味を持つ。
学生時代はバンド活動やオリジナル制作に没頭し、大学卒業後音楽スタジオでアルバイトをしながら制作のノウハウを学ぶ。
CM音楽やTV番組テーマ音楽など多数の作品に作曲家として携わる。
2009年に活動拠点を大阪から東京に移し、日本舞踊協会、OSK日本歌劇団や歌劇ザ・レビューHTBなど、舞台音楽の制作も始める。

## 作風
元々影響を受けたのは初期のテクノサウンドだが、オーケストレーションや民族音楽、またキッズカートゥーン系などもこなす。
和風の作品も評価を得ている。

## 作品

### テレビ
- ウェークアップ!　テーマ音楽（1999年-2005年、読売テレビ）
- 夢色歓彩　オープニング曲（2004年、読売テレビ）
- THEワイド　BGM（2004年、読売テレビ）
- ウェークアップ!ぷらす　テーマ音楽（2005年-2011年、読売テレビ） - エンディング曲のみ2010年9月まで
- ニューステラス関西　テーマ音楽（2008年-2015年、NHK大阪）
- サラリーマンNEOSeason5 オープニングテーマ曲（2010年、NHK総合）
- かんさい情報ネットten.　テーマ音楽（2011年-、読売テレビ） - エンディング曲は2013年まで
- ワンポイント手話　テーマ音楽（2011年、NHK教育テレビ）
- テレビスポーツ教室　テーマ音楽（2012年、NHK）
- おかあさんといっしょ（NHK Eテレ）
  - 「ユルリのゆっくりフラダンス」（2013年-）
  - 「おこってないぜ」（2013年-）
  - 「へんてこライオン」（2018年-）
- えいごであそぼ with Orton　マンスリーソング（NHK Eテレ）
  - 「DripDrop」（2017年6月）
  - 「THE BEAT」（2018年9月）
  - 「STEW PARTY」（2018年2月）
  - 「LIVING IN ORTON TOWN」（2019年11月）
  - 「AMANDA THE PANDA」（2020年2月）
  - 「ISLAND」（2020年7月）
  - 「CHRISTMAS REINDEER」（2021年12月）
- えいごであそぼ with Orton　オープニング曲「Living In Orton Town」（2020年-2023年3月、NHK Eテレ）

### CM
- 「ノーベル製菓　はちみつきんかんのど飴」（「ノーベル」のサウンドロゴ、「はちみつきんかんのど飴」部分が同氏の作曲である）
- 「サントリーGREEN DA・KA・RA」（ムギちゃんシリーズのアレンジ、ピアノで参加）
- 「旭化成サランラップ」※2019年12月26日、同氏がテーマ音楽を担当する「かんさい情報ネットten.」の番組内において「旭化成サランラップ」のCM曲を担当したことが紹介された。
- 「創建ペイント」（2024年〜）のCM曲を担当。「頭から離れない」と話題になる[2]。

他、多数。制作したCM曲は200曲を超える。

### 舞台
- 日本舞踊協会
  - 第４回　新作公演「走れメロス」2012年7月、国立劇場小劇場[3]）
  - 第３回　日本舞踊未来座　彩（SAI）「檜男＝ぴのきお＝」「春夏秋冬」（2019年6月、国立劇場小劇場[4]）
  - 第５回　日本舞踊未来座＝才（SAI）＝日本舞踊「銀河鉄道999」（2022年6月、国立劇場小劇場[5]）
  - 第６回　日本舞踊未来座＝最（SAI）＝「舞姫」（2023年6月、国立劇場小劇場[6]）
- OSK日本歌劇団
  - 「レビュー春のおどり桜舞う九重に～浪花の春にいざ舞わん～／GLORIOUS OSK ～リズムコレクション～」（2012年）（※創立90周年記念公演）
  - 「Crystal passion ～情熱の結晶～」（2015年）
  - 「レビュー春のおどり浪花今昔門出賑／Stormy Weather」（2015年）
  - 「狸御殿-HARU RANMAN-」（2015年、2016年）
  - 「レビュー春のおどり浪花今昔門出賑／Stormy Weather」（2015年）
  - 「レビュー春のおどり花の夢恋は満開／Take the beat !」（2016年）
  - 「レビュー春のおどり桜鏡～夢幻義経譚～／Brilliant Wave ～100年への鼓動～」（2017年）
  - 「REVUE JAPAN」（2017年）
  - 「四季の宴〜風雅流麗〜」（2017年）
  - 「レビュー春のおどり桜ごよみ夢草紙／One Step to Tomorrow !」（2018年）
  - 「新撰組」(2019年3月)
  - 「レビュー春のおどり春爛漫桐生祝祭/STORM of  APPLAUSE」(2019年)
  - 「OSK SAKURA REVUE(2019年7月13日～25日)午前の部：11時午後の部：15時京都四條南座
  - 「OSK SAKURA NIGHT」(2019年7月13日～24日)19時30分京都四條南座
  - 「Viva La Vida!!」(2019年8月)
  - 「男舞」(2019年、2020年）
  - 「愛と死のローマ～シーザーとクレオパトラ～」(2020年2月)
  - 「レビュー春のおどりツクヨミ〜the moon〜／Victoria!」
  - 「レビュー春のおどり ツクヨミ～the moon/Victoria!」（2021）
  - 「たけふレビュー DIAMOND QUALITY」（2022）
  - 「レビュー春のおどり レ・フェスティバル/未来への扉~Go to the future」（2023）
  - 「たけふレビュー Calling Moon」（2023）
  - 「レビュー in Kyoto Go to the future～京都から未来へ～」（2023）
  - 「レビュー Road to 2025!! 春・夏・秋・冬/HEAT!!」（2023）
- 歌劇ザ・レビューHTB
  - ドラマティック・レビュー「カメレオンPROJECT」（2019年）
  - ドリーミングレビュー　「七世の恋～永遠の春～」（2019年）
  - 「凛々しき心～エターナルラブ～」（2020年）
  - 「弓張りの月～アテルイとモレ～」（2020年）
  - 「まぼろし千本桜～愛と情熱のフィーバー～」（2021年）
  - 「ナポレオン、永遠の夢」（2021年）
  - 「ASLAN～黎明に輝け！～」（2021年）
  - ドラマティック・レビュー「天空の恋歌」（2022年）
  - 「Legendary Story ～王家を継ぐ者たち～」（2022年）　
  - 「ハッピークラシカル～春夏秋冬の奏～」（2022年）

- 宝塚歌劇団

・月組公演Grand concert『G.O.A.T』〜Greatest Of All Time〜
　　（2024年1月17日〜2024年1月31日、梅田芸術劇場メインホール）
　　＜担当音楽＞
　　「Magical Award Ceremony A」
　　「Magical Award Ceremony B」
　　「Magical Award Ceremony C」
　　「Magical Award Ceremony D」
　　「月ノ塚音楽学校〜登校Disco〜」
　　「月ノ塚音楽学校〜Theatrical授業〜」
　　「月ノ塚音楽学校〜卒業TANGO〜」

### アプリ
- 「ミスターシェイプのタッチカード」
- 「ミスターシェイプのワークワーク」
- 「ミセスレミーのタッチフード」

### その他
- シンクロナイズトスイミング　デュエットテクニカルルーティーン（2000年シドニーオリンピック）
- シンクロナイズトスイミング　ソロ　フリールーティーン（2001年　福岡国際水泳大会）